# Bataille de Daugava
Grande guerre du Nord
Batailles
- Riga I
- Narva I
- Daugava
- Rauge
- Erastfer
- Kliszów
- Hummelshof
- Nöteborg
- Saladen
- Pułtusk
- Jēkabpils
- Narva II
- Poznań
- Punitz
- Gemauerthof
- Varsovie
- Hrodna
- Fraustadt
- Kletsk
- Kalisz
- Holowczyn
- Malatitze
- Lesnaya
- Poltava
- Perevolochna
- Helsingborg
- Viborg
- Riga II
- Baie de Køge
- Fladestrand
- Gadebusch
- Bender
- Pälkäne
- Storkyro
- Hangö Oud
- Fehmarn Bält
- Rügen
- Kristiania (Oslo)
- Stralsund
- Dynekilen
- Osel
- Stäket
- Grengam

La bataille de Daugava, ou bataille de la Duna, se déroule le 18 juillet 1701 dans le cadre de la grande guerre du Nord. L'armée suédoise, commandée par Charles XII de Suède, remporte la bataille contre une armée saxo-polonaise et traverse la Daugava avec facilité.

## Historique
Après sa victoire sur les Russes à la bataille de Narva, Charles XII décide de se retourner contre Auguste le Fort, roi de Pologne et prince électeur de Saxe. Les Suédois prennent leurs quartiers d'hiver à Lais, au nord de Dorpat, jusqu'au mois de mai 1701 avant de repartir en campagne et d'arriver près de Riga le 7 juillet.  
Le matin du 18 juillet 1701, une avant-garde suédoise de 7 000 hommes, protégée par des barges armées de canons qui ont remonté le fleuve sous couvert d'un écran de fumée, traverse la Daugava près de Riga et attaque une armée saxo-polonaise de 19 000 hommes, commandée par le feldmarschall Adam Heinrich von Steinau (en), qui campe sur l'autre rive. Les Saxons et les Polonais sont pris par surprise mais lancent une contre-attaque quand la fumée se dissipe et qu'ils prennent conscience de la situation. Les Suédois, dirigés par Charles XII en personne, réussissent à tenir leurs positions avant de repartir à l'assaut. Après deux heures de combats, la bataille est gagnée par les Suédois et leurs adversaires battent en retraite en bon ordre. 
Grâce à cette victoire, dont le plan a été minutieusement préparé et très bien exécuté, les Suédois s'assurent la possession de la Courlande et l'armée de Charles XII marche sur Bauska, où elle reste jusqu'au 11 août.